# Stereocaulaceae
Stereocaulaceae es una familia de hongos liquenizados en el orden Lecanorales. Las especies de esta familia poseen una distribución amplia en regiones boreales y australes templadas.